# Venne (bayerisches Adelsgeschlecht)

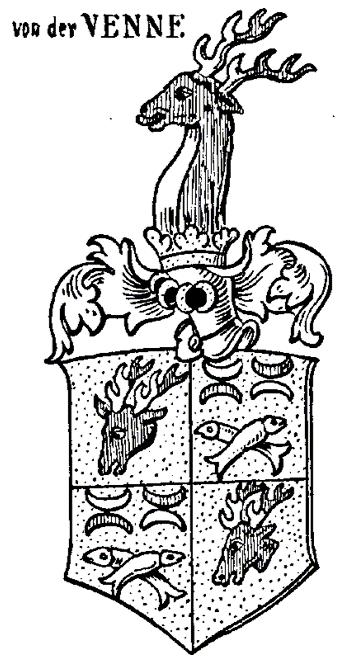
Wappen derer von der Venne bei Johann Siebmacher

Venne ist der Name eines bayerischen Adelsgeschlechts.
Die Familie ist zu unterscheiden von den nordhessischen Venne und den rheinländischen Venne.

## Geschichte
Das bayerische Geschlecht Venne stammt ursprünglich aus den Spanischen Niederlanden. Dort in Brüssel erhielt Octavianus von der Venne mit Diplom vom 6. April 1521 von Kaiser Karl V. den Adelsstand verliehen. Hieronymus von der Venne zog nach Deutschland, nahm die evangelische Religion an und ließ sich in Regensburg nieder. Er heiratete Juliana, Witwe von Paul Lepsinger, und hatte mit ihr einen Sohn namens Cornelius, der später Assessor des Stadtgerichts Regensburg wurde. Cornelius’ Sohn, Hieronymus von der Venne († 1680), heiratete in Regensburg Susanna Rosina von Eder und ließ sich in Nürnberg, 1662 in Rothenburg ob der Tauber und 1673 wieder in Nürnberg nieder. Catharina Rosina von der Venne (* 1658) vermählte sich 1676 mit Johann Baptista Mayr und 1713 mit Georg Wolf Schürstab.

## Wappen
Blasonierung: Quadriert. Felder 1 und 4 in Gold ein roter Hirschkopf in Seitenstellung, mit rot-silbern geteiltem Geweih. Felder 2 und 3 in Gold über zwei schräggekreuzten Fischen vier Mondsvoertel (2:2), die oberen nach oben, die unteren nach unten gekehrt, das erste und vierte silbern, die anderen rot. Auf dem gekrönten Helm ein silbern-rot gespaltener Hirschrumpf mit rotem Kopf und rot-silbern geteiltem Geweih. Die Helmdecken sind rot-silbern.